# Mycetophila paradisa
Mycetophila paradisa är en tvåvingeart som beskrevs av Wu, He och Yang 1998. Mycetophila paradisa ingår i släktet Mycetophila och familjen svampmyggor.
Artens utbredningsområde är Zhejiang (Kina). Inga underarter finns listade i Catalogue of Life.